# Matinera rogenca
La matinera rogenca (Illadopsis turdina) és un ocell de la família dels pel·lorneids (Pellorneidae).

## Hàbitat i distribució
Viu entre la malesa dels boscos humits, a les terres baixes del nord i est de Camerun, República Centreafricana, sud-oest del Sudan, nord-est i sud-est de la República Democràtica del Congo, sud d'Angola i l'extrem nord-oest de Zàmbia.